# Bottiella niceforei
Bottiella niceforei е вид ракообразно от семейство Trichodactylidae. Видът не е застрашен от изчезване.

## Разпространение
Разпространен е във Венецуела и Колумбия.

## Описание
Популацията на вида е стабилна.